# Meropi Anastasiadou
Meropi Anastasiadou, auch Meropi Anastasiadou-Dumont und Méropi Anastassiadou-Dumont (griechisch Μερόπη Αναστασιάδου, * 1964) ist eine griechische Historikerin und Neogräzistin.

## Leben
Anastasiadou studierte zunächst Rechtswissenschaften an der Aristoteles-Universität Thessaloniki und schloss dieses Studium mit dem Diplom ab. Dann ging sie nach Paris, um an der Université de Paris I und der École des Hautes Études en Sciences Sociales Geschichte zu studieren. Dieses Studium schloss sie mit einer thèse de doctorat über die städtischen und sozialen Veränderungen im osmanischen Saloniki des 19. Jahrhunderts ab. In der Folge verbrachte sie Aufenthalte in Istanbul am Institut français d’Études anatoliennes (1997, 1999–2003). 2003 wurde sie in die Unité de recherche Études turques et ottomanes des CNRS in Paris (nunmehr Centre d'Études Turques, Ottomanes, Balkaniques et Centrasiatiques, UMR 8032, CETOBaC) aufgenommen. Sie war von 1997 bis 2011 wissenschaftliche Mitarbeiterin des CNRS und hat an der École des Hautes Études en Sciences Sociales und der Université de Strasbourg Lehrveranstaltungen abgehalten. Seit September 2011 ist sie professeur des universités am Institut national des langues et civilisations orientales (INaLCO); dort lehrt sie Geschichte des modernen Griechenlands im Rahmen der regionalen Umgebung. Seit 2018 ist sie Lehrbeauftragte für Neugriechisch an der Universität Genf.

## Forschungsschwerpunkte
Ihre Forschungsschwerpunkte liegen auf den Beziehungen zwischen kulturellem Erbe und kollektiven Identitäten in Griechenland und der Türkei sowie auf den städtischen Gesellschaften des östlichen Mittelmeerraumes im 19. und 20. Jahrhundert. Sie hat dabei die Veränderung von Stadt und Gesellschaft in den osmanischen Städten des 19. Jahrhunderts, die einfachen Leute, die neuen Eliten, das Wechselspiel der Kulturen und das Zusammenleben angesichts der aufkommenden Nationalismen untersucht.

## Schriften (Auswahl)
- Les Grecs d’Istanbul au XIXe siècle. Histoire socioculturelle de la communauté de Péra. E. J. Brill, Leiden-Boston 2012.
- (Hrsg.): Identités confessionnelles et espace urbain en terres d’islam. Numéro thématique de la Revue des Mondes musulmans et de la Méditerranée (REMMM, Aix-en-Provence, Edisud), Band 107–110, 2005.
- (mit Paul Dumont): Les Grecs d’Istanbul et le patriarcat œcuménique au seuil du XXIe siècle. Une communauté en quête d’avenir. Cerf, Paris 2011.
- (mit Paul Dumont): Οι Ρωμηοί της Πόλης. Τραύματα και Προσδοκίες. Athen, Hestia, 2007. — („Die Griechen Istanbuls. Verletzungen und Erwartungen“)
- Salonique 1830–1912. Une ville ottomane à l’âge des réformes. E. J. Brill, Leiden 1997 (= thèse de doctorat). (Türkische Übersetzung 2001, griechische Übersetzung 2008)